# Xyela lugdunensis
Xyela lugdunensis is een vliesvleugelig insect uit de familie van de Xyelidae. De wetenschappelijke naam van de soort is voor het eerst geldig gepubliceerd in 1943 door Berland.